# جيمس بول تشرشل
جيمس بول تشرشل (بالإنجليزية: James Paul Churchill)‏ هو محامي وقاضي أمريكي، ولد في 10 أغسطس 1924 في إملي سيتي في الولايات المتحدة.